# Ordine dei Pahlavi
L'Ordine dei Pahlavi è stato un ordine cavalleresco dell'Impero Persiano.

## Storia
L'Ordine venne fondato dallo scià Reza Shah Pahlavi nel 1932 come il primo ordine strettamente legato alla casata regnante e venne istituito per celebrare la dinastia dei Pahlavi da poco salita al trono persiano in sostituzione della precedente estinta.

## Classi
L'Ordine disponeva delle seguenti classi di benemerenza:
- Gran Collare (riservato a capi di Stato stranieri)
- Gran Cordone (riservato a consorti, principi e membri di famiglie reali straniere)

I capi di Stato che avessero preso parte alle celebrazioni per il 2.500º anniversario della fondazione dell'Impero di Persia, ricevettero automaticamente il Gran Collare dell'Ordine dei Pahlavi.

## Insegne
- La medaglia dell'ordine consisteva in una medaglia a croce le cui braccia erano realizzate con la forma della corona imperiale persiana, con le braccia unite tra loro da due dischi argentati ed un disco smaltato di blu al centro. Nella parte centrale spiccava un medaglione con il monte 'Damaavand' circondato ai lati da due rami d'alloro. Attorno si trova inciso in verde il nome dei Pahlavi e nella parte sottostante il monte la data d'istituzione dell'Ordine, ovvero l'anno 1304 (1926 nell'era cristiana).
- La stella riprendeva le medesime forme della medaglia ma era montata su una spilla raggiante in oro e senza i dischi argentati e blu, avente un raggio centrale più lungo smaltato di blu.
- Il nastro era blu con una striscia gialla per parte.